# Volino
Volino (kyrillisk skrift: Волино) är ett samhälle i kommunen Debarca i sydvästra Nordmakedonien, belägen väster om floden Sateska som rinner genom de östra delarna av bebyggelsen, och bara några kilometer norr om den något större byn och historiska fyndplatsen Trebeništa. Volino tillhörde tidigare kommunen Mešeišta, som inkorporerades i den större kommunen Debarca under 2000-talet. 
Ortens postkod är 6340 och byn hade uppskattningsvis 462 invånare år 2002, men ingen folkräkning har gjorts i Nordmakedonien sedan dess. Demografiskt sett bestod då Volino uteslutande av makedonier.
Byns kyrka heter Sv. Bogorodica och ligger i den sydöstra delen av byn. Volino har även en marknad, flera barer och ett hotell. Fotbollslaget FK Sateska Volino (ФК Сатеска Волино) grundat år 1949 är baserat i Volino och spelar i Nordmakedoniens tredje division.